# Gregor von Feinaigle

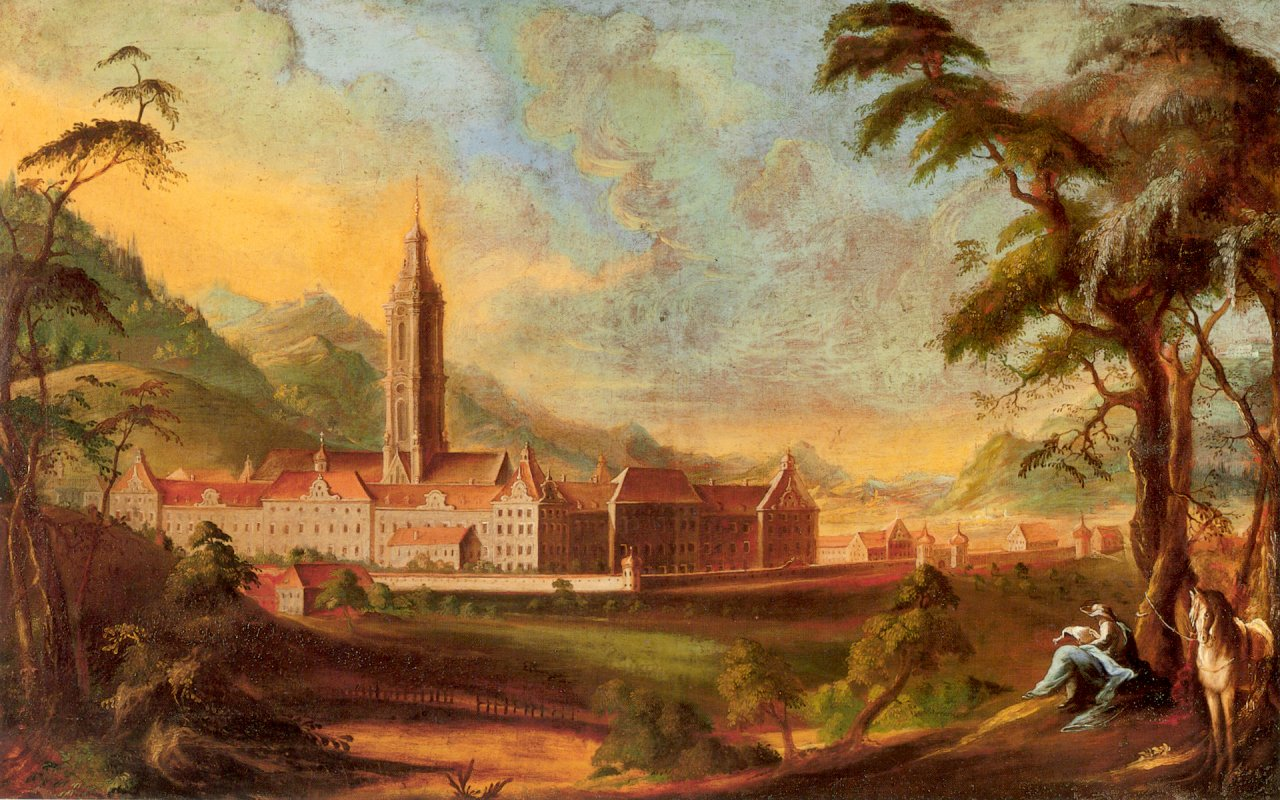
Le monastère de Salem.
Tableau d'Andreas Brugger (v. 1765).

Gregor von Feinaigle (1760 à Überlingen - 1819 à Dublin) est un moine allemand, devenu célèbre en Europe au début du XIXe siècle après sa reconversion en inventeur et professeur d'un système mnémotechnique.

## Biographie
On ne sait rien des premiers épisodes de sa vie, si ce n'est qu'il est moine de l'ordre cistercien de Salem, situé non loin du Lac de Constance. Obligé de fuir le monastère lors des invasions napoléoniennes de 1803, il se fait professeur itinérant de mnémotechnique et se rend successivement à Karlsruhe, Paris, Londres, Glasgow et Dublin.
Paris
Feinaigle se fait connaître tout d'abord à Paris, où il organise en 1806 plusieurs séries de cours et de conférences sur son système mnémotechnique. La même année, l'un de ses élèves fait paraître un petit livre de 70 pages sous le titre Notice sur la mnémonique, ou l'Art d'aider et de fixer la mémoire en tout genre d'études, de sciences ou d'affaires, par Grégoire de Feinaigle. Le public s'enthousiasme. Certains déchantent pourtant lorsqu'il s'agit de mettre la méthode en pratique et se plaignant de sa complexité. Ainsi, l'un de ses premiers expérimentateurs, Étienne de Jouy, écrit : « J'ai fait tout ce que j'ai pu pour suppléer, par la mnémotechnique, au vice de mon organisation cérébrale, et j'ai vu le moment où je devenais fou en cherchant à profiter des belles inventions de M. Feinaigle, dont je suivais assidûment les cours. Ma tête était un vrai chaos ; il y régnait une telle confusion de mots et d'idées, qu'à tout moment j'accouplais dans la même phrase les noms d'Alexandre et de poëlon, d'Athènes et d'alambic, de Thermopyles et de perroquets, etc. Désabusé de toutes ces mémoires artificielles, j'ai pris le parti d'en revenir à des tablettes que je porte toujours sur moi, et sur lesquelles j'inscris quelques mots, quelques summa capita, dont je me sers ensuite comme de jalons pour retrouver mes idées. 
Après Étienne de Jouy, c'est au tour de Flaubert de faire expérimenter la méthode de Feinaigle par les deux héros de son roman Bouvard et Pécuchet. « Feinaigle divise l'univers en maisons, qui contiennent des chambres, ayant chacune quatre parois à neuf panneaux, chaque panneau portant un emblème. » Mais tout s'embrouille dans leur tête et ils finissent eux aussi par abandonner la partie. « Les bornages dans la campagne limitaient certaines époques, les pommiers étaient des arbres généalogiques, les buissons des batailles, le monde devenait symbole. Ils cherchaient sur les murs, des quantités de choses absentes, finissaient par les voir, mais ne savaient plus les dates qu'elles représentaient. » 
Londres
Poursuivant son périple, Feinaigle se rend en Angleterre en décembre 1810. À peine débarqué à Portsmouth, il se fait voler ses pistolets. Le voleur est vite pris et l'affaire finit au tribunal. Au juge qui lui demande ce qu'il fait dans la vie, Feinaigle répond : « J'enseigne l'art de faire progresser la mémoire. » Il entame alors un nouveau cycle de cours et de conférences à Londres et en province. Là encore, un de ses élèves fait paraître un livre sur lui, qui non seulement explique sa méthode mais retrace aussi toute l'histoire de la mnémotechnique à travers les âges. La notoriété de Feinaigle atteint alors son zénith. Lord Byron le cite dans une strophe de son poème épique, Don Juan, où il fait l'éloge humoristique de Donna Inez, dont la mémoire est si prodigieuse « qu'il ne reste plus à Feinaigle qu'à fermer boutique. » 
Dublin
Après avoir fait étape à Glasgow, Feinaigle se rend en 1813 à Dublin, où il décide de mettre son système au service de l'éducation. Encouragé par la petite noblesse protestante qui ne craint pas de lui confier sa progéniture, il fonde une école, The Feinaiglian Institution. Les élèves y sont exposés à une pédagogie qui combine à la fois les méthodes progressistes de Pestalozzi, la tradition de Port-Royal et les techniques du « théâtre de la mémoire. » Toutes les salles de classe de l'établissement sont tapissées de symboles. Au plus fort de sa popularité, l'école accueille près de 300 élèves. L'institution finit par fermer ses portes en 1829, dix ans après la mort de son fondateur.

## Son système
Le système de Gregor von Feinaigle se compose de deux méthodes complémentaires, censées pouvoir s'appliquer aussi bien à l'apprentissage de l'histoire et de la géographie qu'à celle des mathématiques et des langues.
La mémorisation des faits et des événements

Feinaigle compare la mémoire à un entrepôt, dans lequel il suffit de bien ranger un objet pour pouvoir le retrouver facilement par la suite. Il invite donc ses élèves à imaginer un ensemble de pièces dans lesquelles on dépose, sous forme de symboles, les éléments dont on veut se souvenir. Finalement, chaque pièce renferme un certain nombre de symboles disposés de manière à raconter une petite histoire. Voici l'exemple d'une de ces pièces, dont Feinaigle se sert pour mémoriser un fait historique. Lors de la campagne d'Égypte menée par Napoléon, le traité conclu entre le général Kléber et le grand Vizir est approuvé par le Cabinet de Londres : 
Le trait vertical de gauche, surmonté d'un croissant, symbolise le Vizir. Le trait vertical du milieu, barré d'une épée, représente Kléber. Ils sont reliés par deux traits obliques, qui les montrent en train de se serrer la main. L'Égypte est symbolisée par la pyramide posée sur le sol. Sur la droite, le Cabinet est figuré par un rectangle, à l'intérieur duquel un navire symbolise la ville de Londres.
La mémorisation des chiffres
La mémorisation des chiffres se fait au moyen d'un tableau d'équivalences entre nombres et consonnes :
| Nombre | Lettre     | Associations visuelles                                                                   |
| ------ | ---------- | ---------------------------------------------------------------------------------------- |
| 1      | t          | Un seul trait vertical                                                                   |
| 2      | n          | Deux traits verticaux                                                                    |
| 3      | m          | Trois traits verticaux                                                                   |
| 4      | r          | La lettre r se retrouve dans quatre en français, four en anglais, vier en allemand, etc. |
| 5      | L          | La lettre L ressemble au chiffre romain L (50)                                           |
| 6      | d          | La lettre d ressemble à un 6 inversé                                                     |
| 7      | K, C, Q, G | La lettre K ressemble à deux 7 accolés. G est phonétiquement proche de K.                |
| 8      | B, H, V, W | Les lettres B et H ressemblent à un 8. V et W sont phonétiquement proches de B.          |
| 9      | P, F       | La lettre P ressemble à un 9 inversé. P et F sont phonétiquement proches.                |
| 0      | S, Ç, Z, X | Le chiffre 0 ressemble à une meule à aiguiser, qui produit un son sifflant.              |

Pour former un mot à partir d'un chiffre, on transforme chaque nombre en consonne, puis on ajoute une ou plusieurs voyelles de son choix. Ainsi :
- 34 = MR = mur, mère, mare, émir, amour…
- 140 = TRS  =  trace, tierce, torse, transe, terrasse…

Les chiffres plus longs peuvent être traduits en un ou plusieurs mots. Par exemple :
- 1064 = TZDR = toison d'or
- 14175 = TRTKL = torticolis
- 747312 = KRQMTN = croque-mitaine

## Historique
Alors que les méthodes mnémotechniques faisant appel aux associations visuelles existent depuis l'Antiquité, les tableaux d'équivalences entre les nombres et les lettres sont une invention relativement récente. En introduisant des associations visuelles dans un tel tableau, Gregor von Feinaigle innove par rapport à son prédécesseur, l'Allemand Johann-Just Winckelmann, qui avait été le premier à imaginer un tableau basé sur des équivalences phonétiques en 1648. Winckelmann s'était lui-même inspiré du premier tableau de ce genre connu en Europe, celui du mathématicien français Pierre Hérigone, paru dans son Cursus mathematicus en 1643. Les lacunes et les imperfections qu'on constate dans le tableau de Feinaigle sont ensuite corrigées par Aimé Paris, qui fait paraître plusieurs ouvrages sur la mnémotechnique dans les années 1820-1830. Ceux-ci sont suivis à leur tour par beaucoup d'autres, en Europe et aux États-Unis. À la suite de Gregor von Feinaigle, les méthodes mnémotechniques n'ont eu de cesse de se multiplier et continuent à proliférer aujourd'hui.